# Зелёный Перигор

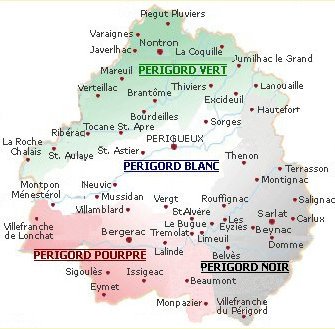
Схема районирования Перигора по цветам

Зелёный Перигор (фр. Périgord vert) — один из четырёх туристических районов современного французского департамента Дордонь, прежнего графства Перигор, наряду с пурпурным, белым и чёрным Перигорами. Крупнейшими населёнными пунктами Зелёного Перигора являются города Нонтрон, который также является супрефектурой департамента, и Риберак.
Иногда Зелёный Перигор ещё называют северным Перигором. 
Зелёный Перигор является сельскохозяйственным районом Дордони. Название «зелёный» он получил от больших участков лесов и аграрных угодий, которые присущи этой территории.
Район расположен на северо-востоке департамента Дордонь, юго-западнее департаментов Шаранта и Верхняя Вьенна. По его территории протекают реки Дрон и Бандья.